# Tunel pod Wisłą w Warszawie
Tunel pod Wisłą w Warszawie – niezrealizowany projekt tunelu pod Wisłą w Warszawie, który został opracowany w 1828 przez 32-letniego wówczas architekta – Adama Idźkowskiego.

## Geneza
Projekt, wydany drukiem (broszura Projekt Drogi pod Rzeką Wisłą dla połączenia Warszawy z Pragą), zadedykowany był ówczesnemu ministrowi finansów – Franciszkowi Ksaweremu Druckiemu Lubeckiemu. Jako inspiracja służył Idźkowskiemu m.in. starożytny tunel pod Eufratem w Babilonie, ale przede wszystkim londyńskie przejście pod Tamizą, którego koncepcję rozpatrywano w latach 1795-1825. Idźkowski przebywał w tym czasie w Londynie, a nawet wymieniał poglądy z Isambardem Kingdomem Brunelem, konstruktorem przeprawy.

## Parametry
Tunel wiślany, w odróżnieniu od londyńskiego, z uwagi na piaszczyste podłoże rzeki w Warszawie miał mieć kształt eliptyczny. Krągłe sklepienie dna i wierzchu zapewniało nie tylko trwałość, ale też eliminację filarów. Za realizacją tunelu w miejsce mostu przemawiały, zdaniem Idźkowskiego, następujące argumenty:
- niższy koszt budowy – 3 miliony złotych w miejsce 30 milionów za most,
- trwałość i dłuższy czas używalności,
- brak kolizji z żeglugą,
- względy wojskowe – większa odporność na bombardowanie, możliwość szybkiego zalania przeprawy, a potem wypompowania wody,
- brak deformacji naturalnego krajobrazu rzeki i miasta[1].

## Widok

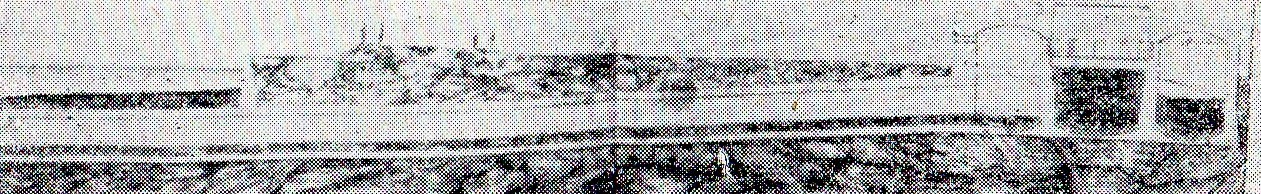
Widok podłużny

## Dane techniczne
Dane techniczne projektowanego tunelu były następujące:
- szerokość drogi – 35 stóp (sama jezdnia – 22 stopy, chodnik – 6 stóp),
- grubość sklepienia w najcieńszym miejscu – 5 stóp,
- izolacyjna warstwa ziemi nad górnym sklepieniem – 8 stóp,
- długość wykopu – 2280 stóp,
- materiał budowlany: 18.376.000 cegieł, 119.635 korcy cementu, co łącznie dałoby 2.296.996 stóp sześciennych muru,
- objętość ziemi do usunięcia – 10.500.000 stóp sześciennych[1],
- oświetlenie lampami gazowymi[2],
- zjazdy basztami ze ślimakowatymi jezdniami o silnym pochyleniu – 8%[2],
- czas budowy – 2 lata[1].

## Przyjęcie
Projekt przyjęto w kręgach inżynierskich bardzo sceptycznie. Zarzucono mu dużą liczbę błędów, zwłaszcza w warstwie dotyczącej techniki wykonania. Jeden z recenzentów napisał: Widoczną tedy jest rzeczą, że projekt p. Idźkowskiego pod żadnym względem utrzymać się nie może. Feliks Pancer pisał natomiast: rzecz na tak słabych zasadach oparta, sama z siebie upaść wkrótce musi.